# Fatmawati

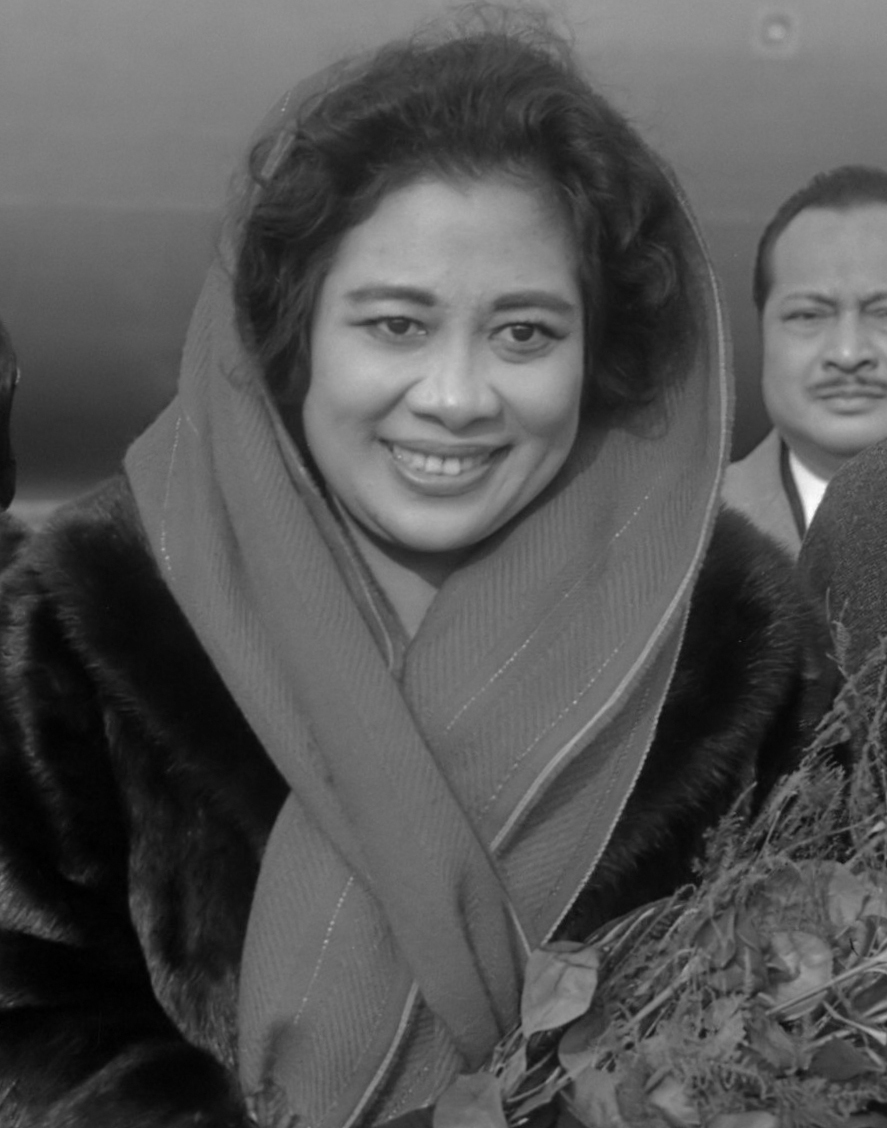
Fatmawati Soekarno (1966)

Fatmawati (* 5. Februar 1923; † 14. Mai 1980) war die dritte Ehefrau von Sukarno, dem ersten Präsidenten von Indonesien, und die Mutter der ersten weiblichen Präsidentin Megawati Sukarnoputri. Sie nähte die erste Flagge von Indonesien, die bei der Unabhängigkeitserklärung 1945 gehisst wurde. Sie bekam den Titel eines Nationalhelden Indonesiens.
| Personendaten    | Personendaten                                                                           |
| ---------------- | --------------------------------------------------------------------------------------- |
| NAME             | Fatmawati                                                                               |
| KURZBESCHREIBUNG | indonesische Nationalheldin, Ehefrau von Sukarno, dem ersten Präsidenten von Indonesien |
| GEBURTSDATUM     | 5. Februar 1923                                                                         |
| STERBEDATUM      | 14. Mai 1980                                                                            |